# 独立堡垒
独立堡垒（Fort Independence）是美国波士顿的一座花岗岩星形要塞，用于港口防御，位于城堡岛（Castle Island）上。独立堡垒是美国最古老的英国堡垒。1634年，在此地点修建了最初的原始防御工事，1701年改建为较为坚固的威廉城堡（Castle William）。在美国革命期间，威廉城堡被英国人遗弃，后来重建，更名为亚当斯堡垒，后又更名独立堡垒。现存的花岗岩堡垒兴建于1833年和1851年之间，今天是一个州立公园。1970年，独立堡垒列入国家史迹名录。